# Houssay (Mayenne)
Houssay – miejscowość i gmina we Francji, w regionie Kraj Loary, w departamencie Mayenne.
Według danych na rok 2010 gminę zamieszkiwało 431 osób, a gęstość zaludnienia wynosiła 29 osób/km².